# Sergio Tiempo
Sergio Daniel Tiempo (* 24. Februar 1972 in Caracas, Venezuela) ist ein in Brüssel lebender, venezolanisch-argentinischer Pianist.

## Leben und Wirken
Sergio Tiempo begann mit dem Klavierspiel bereits in frühem Alter und erhielt von seiner Mutter, der argentinischen Pianistin Lyl Tiempo, ersten Unterricht. Bereits im Alter von 7 Jahren trat er in ersten Konzerten unter anderem auch in Großbritannien und Frankreich auf, teilweise gemeinsam mit seiner ebenfalls als Pianistin tätigen Schwester Karin Lechner.
Im Alter von 8 Jahren wurde man auf ihn aufmerksam, als er 1980 im Rahmen des Ealing Music Festival in London auftrat. Die gemeinsame Aufführung von Werken von Mozart, Bizet, Milhaud und Infante mit seiner Schwester in der Doelen Konzerthalle in Rotterdam im Jahre 1985 wurde auf Schallplatte und CD veröffentlicht. Im folgenden Jahr 1986 wurde Sergio Tiempo mit dem „Alex De Vries“-Preis ausgezeichnet und es folgten erste Soloauftritte im Concertgebouw in Amsterdam.
Zur Liste seiner Instrumentallehrer gehören unter anderem Tessa Nicholson, Pierre Sancan, Michel Béroff, Jaques Detiege, Alan Weiss und Nelson Freire. Darüber hinaus war er Teilnehmer der International Piano Academy Lake Como, wo er mit Dimitri Bashkirov, Fou Ts’ong, Murray Perahia und Dietrich Fischer-Dieskau zusammenarbeitete. Dabei kam es auch zu einer Zusammenarbeit und gemeinsamen Auftritt mit Martha Argerich, die nachfolgend eine seiner stärksten Unterstützerinnen blieb.
Seitdem ist Sergio Tiempo ein weltweit gefragter Künstler und tritt mit den führenden Orchestern und Ensembles auf. Auch in Kombination mit seiner Schwester Karin Lechner tritt Sergio Tiempo in vielen Konzerthäusern und Festivals als Duo Lechner Tiempo auf. Darüber hinaus existieren viele Aufnahmen des Duos.